# Cratobracon ancyloneurus
Cratobracon ancyloneurus är en stekelart som först beskrevs av Embrik Strand och Cameron 1912.  Cratobracon ancyloneurus ingår i släktet Cratobracon och familjen bracksteklar. Inga underarter finns listade i Catalogue of Life.